# Crato Bütner
Crato Bütner, född 1616 i Sonneberg, död 1679, var en tysk barockkompositör som var kantor och organist i Danzig (polska: Gdańsk), först vid sjukhuskyrkan St. Salvator och sedan vid Gdańsks äldsta kyrka, St Catherine.  Hans samling av barockverk försvann 1945. 

## Verk, utgåvor och inspelningar

### Verk
Hans verk finns bevarade i manuskript i Stuttgart och i Düben-samlingen. 
- Sånger i Georg Neumarks Lustwäldchen 1652, 1657
- Sånger i Johann Francks Geistliche Sion
- Geistliche Konzerte, Hamburg 1651
- Psalm 147, Danzig 1661
- Te Deum a l2, Danzig 1662

### Utgåvor
- Utgåva: kantata Fürwahr, er trug unsere Krankheit [8]
- Utgåva: Wollt Ihr wissen. Aria Sunamithica ... en voce sola con doi violini. Hofius.

### Inspelningar
- Laudate Pueri Dominum Anna Jobrant, på Düben Delights Footprint 2009.